# Le Retour des morts-vivants 2
 (novembre 2022).
Si vous disposez d'ouvrages ou d'articles de référence ou si vous connaissez des sites web de qualité traitant du thème abordé ici, merci de compléter l'article en donnant les références utiles à sa vérifiabilité et en les liant à la section « Notes et références ».
Pour les articles homonymes, voir Le Retour des morts-vivants.
Série Le Retour des morts-vivants
Le Retour des morts-vivants
(1985) Le Retour des morts-vivants 3
(1993)
Pour plus de détails, voir Fiche technique et Distribution.
Le Retour des morts-vivants 2 (Return of the Living Dead: Part II) est un film américain réalisé par Ken Wiederhorn, sorti en 1988.
Le film débute alors qu'un transport de barils de produits toxiques par l'armée, un des fûts tombe d'un camion et roule tout près d'un cimetière. Trouvé par trois adolescents, le fût libère son gaz toxique, après la manipulation malheureuse de deux d'entre eux. Le gaz se propage et envahit les tombes, ressuscitant ainsi les morts qui, une fois sortis de leurs cercueils, sont avides de cervelles. Ed et Joey, deux profanateurs de sépultures, ayant inhalé à leur insu le gaz, sont agressés par les zombies qu'ils sont venus voler et se transforment lentement en morts-vivants. Sous la conduite de Jesse Wilson, de sa sœur et d'un jeune employé du câble, la résistance s'organise. Attirés dans la centrale électrique de la ville, les zombies sont provisoirement détruits jusqu'à leur prochain réveil.

## Synopsis
Le film commence avec une voix-off parlant de la création et de l'utilisation de la trioxine. Pendant que la voix-off fait son office, on peut voir l'armée américaine charger des barils de Trioxine dans des camions, afin de les déplacer. Le trajet se fait sous une très forte pluie et alors que les barils du dernier camion sont mal harnachés, la sangle lâche et un baril tombe dans une rivière. Et cela sans attirer l'attention des deux militaires conduisant le dit camion : le conducteur écoute de la musique à fond et passe un joint à son copilote.

Le matin suivant, un jeune garçon du nom de Jesse Wilson est fraîchement introduit au club Winlich par ses deux seuls membres : Billy et Johnny. Ces deux derniers l'emmènent au cimetière du coin pour son initiation, mais Jess s'enfuit et finit par tomber sur le fût perdu par l'armée ayant fini son escapade dans un déversoir. Rattrapés par les deux autres garçons, prêts à lui faire passer un mauvais moment, ces derniers se ravisent pour inspecter le fût, pendant que Jesse les met en garde sur le fait de ne pas le manipuler. Sa mise en garde énerve Billy et avec son acolyte, en représailles de toute son "œuvre", ils enferment Jesse dans un mausolée. Les deux autres retournent alors au fût et font involontairement échapper du gaz après avoir cassé le voyant de sécurité du fût. Ils inhalent ce gaz, qui commence à se propager jusqu'au cimetière, où sont arrivés peu avant en camionnette des profanateurs de sépultures, Ed, Joey et Brenda. Ed a promis de rétribuer Joey à hauteur de 1000$ s'il l'assistait dans sa séance nocturne de détroussage des morts. Brenda est réticente, voulant faire la fête, et reste finalement à les attendre à l'extérieur au niveau de la camionnette. Ils arrivent au mausolée où est enfermé Jesse, qui profite de l'ouverture de l'entrée des deux "honnêtes" acolytes pour s'enfuir. Il rentre chez lui, où sa sœur aînée, Lucy, lui intime de faire ses devoirs avant de pouvoir sortir et d'éviter ainsi tout désagrément maternel. Le gaz se propage alors dans tout le cimetière, y compris donc au mausolée où se trouve les deux roublards, qui ont un peu froid à partir de ce moment-là. Une pluie torrentielle s'abat sur le cimetière et ses alentours à cause du gaz. 

Un peu plus tard dans la soirée, Jesse se rappelle d'une bande dessinée de Masterman qu'il possède, racontant les aventures de ce super-héros aux prises avec un fût radioactif. Au même moment, il aperçoit par sa fenêtre, ses deux copains se séparer, Billy rentrant chez lui et Johnny repartant avec son vélo. Il pleut toujours et les deux garçons ne semblent pas au mieux physiquement et toussent fort. Après la pluie, Jesse décide de rendre visite à Billy, mais se doit de partir discrètement de chez lui, pour ne pas se faire attraper par sa sœur. Arrivé à la porte d'entrée, un employé du câble sonne chez les Wilson. Lucy accueille l'employé, qui a trois heures de retard : Tom Essex. Après un sommaire échange où on apprend que Tom a fréquenté le même établissement scolaire que la demoiselle sans qu'elle ne se souvienne de lui, cette dernière l'invite à se rendre jusqu'à la télé pour installer le câble. Jesse assiste à la scène, caché dans le placard. Il parvient ensuite à sortir et arrive jusqu'à Billy, en prétextant à la mère de ce dernier qu'il est là pour des devoirs très importants. Billy est au lit et a une température très basse, sa mère croyant que son fils prend mal sa température. Jesse comprend alors que Billy et Johnny ont touché le baril et s'en trouve troublé. Billy lui recommande fermement de ne rien dire et Jesse doit quitter les lieux, comme la mère de Billy lui intime.
Jesse, en tenue de camouflage, se rend là où se trouve le fût, afin de noter le numéro de téléphone d'urgence qui y est inscrit et se trouve soudain attaqué par le locataire du fût, un zombi à l'allure goudronné (Tarman), lui réclamant son cerveau. Jesse réussit à s'échapper en poussant le Tarman dans la rivière. En arrivant au cimetière, se trouvant sur le chemin pour rentrer chez lui, il décide de reprendre son souffle accoudé à une tombe et voit une main sortir de terre. Pris de peur, il rentre immédiatement chez lui, faisant peur à sa sœur, qui le punit dans sa chambre et n'écoutant pas ce que lui dit son frère, sous l’œil amusé de Tom, l'employé du câble. Lucy verrouille la porte de la chambre de son frère en reliant la poignée à la rambarde de l'escalier.

Pendant ce temps-là, Ed et Joey assistent au réveil d'un des morts. Joey le frappe avec un pied de biche au niveau de la tête. Le zombie, amusé, enlève le pied de biche et leur dit avoir faim. Brenda, énervée par tant d'attente dans la camionnette (donc non affectée par le gaz), rentre dans le cimetière pour demander à Joey de partir sur le champ et tombe sur un homme titubant et ayant une allure et des propos bizarres. N'étant pas rassurée, elle se retourne pour partit au plus vite et tombe sur un second zombie et sous l'effet de la peur, lui flanque un coup de poing qui transperce le visage de ce dernier. Se retrouvant avec une partie visqueuse du visage, elle se met à courir et tombe sur Joey et Ed, fuyant le mausolée et se faisant tant bien que mal un chemin à travers les zombis. Ed implore le Seigneur, en lui disant qu'il ne refera plus jamais ce qu'il a fait. Arrivant dans le quartier pavillonnaire de nos autres protagonistes, ils toquent chez les parents de Billy, leur demandent de rester enfermés chez eux et volent la camionnette de Tom Essex, qui ne peut empêcher le délit. Ils ne vont pas loin, puisque en tentant d'éviter une personne sur la route, ils encastrent la camionnette quelques mètres plus loin dans le panneau téléphonique du quartier, coupant au passage la communication qu'avait Jesse avec l'armée. Jesse qui avait, pendant ce temps-là, fait sonner le détecteur de fumée, pour que sa sœur ouvre la porte et qu'il puisse rejoindre la chambre parentale pour téléphoner à l'armée. Il allait avoir le Colonel Glover au téléphone.

Le père de Billy sort de chez lui, armé d'un fusil et se dirige vers le corps que les trois peureux n'ont, finalement, pas réussi à éviter. Sous l’œil de ces trois derniers, il inspecte la dame et se retourne vers nos trois lascars, quand il est attaqué par celle-ci qui lui mange le cerveau. Encore plus apeurés et rejoints par Tom, les quatre se réfugient chez les Wilson. Ayant les mêmes symptômes que Billy et disant que les morts sont partout dehors, Lucy et Tom ne sont convaincus qu'une fois que la maison commence à être attaquée par les zombis affamés de cervelle fraîche et que Ed sort la tête du cadavre qu'il a dans son sac et qui a repris vie. Ils vont alors chez Doc Mandel, sur conseil de Jesse, ce dernier révélant que Doc possède une voiture pour pouvoir s'enfuir.

Au même moment, la mère de Billy, qui cherche son mari, le trouve en pleine rue, en train de se faire manger par quelques zombis, n'appréciant pas de se faire déranger. Paniquée, elle retourne chez elle et voit son fils, qui a passé l'arme à gauche, debout dans l'escalier. Elle se rue vers lui et le prend dans ses bras pour se rassurer. Billy la remercie en lui mangeant sa cervelle. Notre groupe, quant à lui, se retrouve chez notre médecin et toquent frénétiquement à sa porte. il répond et ne comprend pas tout ce vacarme. Sous l'insistance du groupe, désirant sa voiture, il les emmène dans le garage, pris d'assaut par les zombis. Ils réussissent à faire démarrer la voiture et parviennent donc à prendre la fuite. Durant cette fuite, ils s'aperçoivent qu'un zombi est sur le toit et manque d'étouffer Ed, mais en fermant la vitre, une main reste à l'intérieur de l'habitacle. Le groupe parvient à mettre dehors la main qui était restée vivace et menaçante.

Le groupe arrive à l’hôpital, qui est désert. L'état de Joey et de Ed se détériore. Jesse, Lucy et Tom décident d'aller chez leur oncle, chercher des armes et munitions. Brenda décide de s'enfuir avec Joey, après que Doc lui révèle que les deux compères ont le profil de deux types morts. Ed les suit, à sa grande déception. Ils tombent en route sur une jeep et trois militaires. Ed, nouvellement trépassé attaque l'un des trois militaires et les deux autres s'enfuient en jeep, Ed étant occupé à manger son militaire, Brenda s'en va avec Joey en voiture, qui se transforme vite et décide d'attaquer sa fiancée. Brenda s'extirpe de la voiture et se réfugie dans une église, suivi de zombi Joey. Joey lui dit que son cerveau a un goût épicé et qu'il veut y goûté, elle préférant lui dire qu'elle ne fait pas dans les mecs morts. Joey lui dit qu'il l'aime et elle se laisse finalement convaincre, résignée à ne voir aucune autre option, à se faire déguster le cerveau.

Les autres reviennent chercher Doc Mandel à l’hôpital et concoctent un plan : se rendre à une centrale électrique en y attirant tous les zombis et les électrocuter. Ils y parviennent en les attirant avec des cerveaux congelés. Une fois sur place, notre groupe bloque la grande porte, afin de couper le courant pour le rétablir une fois qu'ils auront dispersé le reste des cerveaux congelés dans la centrale. Mais c'est sans compter zombi Billy qui ouvre la grande porte, introduisant avant l'heure ses acolytes dans la place. réfugiés à l'arrière du camion, avec lequel ils étaient venus, Lucy, Tom et Jesse, sont donc coincés, pendant que Doc Mandel est dans la salle de contrôle en train de boire un coup. Tom demande à Jesse de passer la petite trappe à l'avant du camion pour rejoindre l'habitacle, mettre en route le camion et foncer au plus près de la salle de contrôle. Jesse y arrive, écrasant au passage Billy, qui lui en veut d'avoir tout dit. Jesse, une fois le camion encastré, se rend vers la salle de contrôle, poursuivi par Billy, toujours en course pour obtenir sa cervelle. Lucy et Tom, voyant leurs derniers instants arriver, s'embrassent. Jesse parvient à remettre le courant, électrocutant tous les zombis, excepté Billy, qui est donc à ses trousses, et ce dernier l'attrape et est à deux doigts de lui dévorer sa cervelle. Mais c'est le moment qu'a choisi le courageux Doc Mandel, caché sous le bureau après avoir vu les zombis pénétrer dans la centrale, pour intervenir et distraire Billy. Cette légère distraction permet à Jesse de le pousser vers des fils électriques, qui mettent hors service de manière définitive ce cher Billy.
Nos héros ont donc réussi et l'armée débarque pour pacifier la situation à coup de lance-flammes. Le film se termine sur nos quatre héros, heureux de voir leur situation sauve.

## Fiche technique
- Titre français : Le Retour des Morts-Vivants 2
- Titre original : The Return of the living dead - part 2
- Réalisation : Ken Wiederhorn
- Scénario : Ken Wiederhorn
- Musique : J. Peter Robinson
- Photographie : Robert Elswit
- Montage : Charles Bornstein
- Production : Tom Fox
- Société de production et de distribution : Lorimar Film Entertainment
- Pays :  États-Unis
- Langue : Anglais
- Format : Couleur - Ultra Stereo - 35 mm - 1.85:1
- Genre : Comédie, Horreur
- Durée : 86 minutes
- Budget estimé : 6,2 millions $
- Dates de sortie : 
  - États-Unis : 15 janvier 1988
  - France : 4 mai 1988
- Film interdit aux moins de 16 ans aux États-Unis, et censuré aux moins de 12 ans lors de sa sortie en salle en France.

## Distribution
- Michael Kenworthy (VF : Emmanuel Garijo) : Jesse Wilson
- Dana Ashbrook : Tom Essex
- Marsha Dietlein (en) : Lucy Wilson
- James Karen (VF : Robert Darmel) : Ed
- Thom Matthews (VF : Hervé Icovic) : Joey
- Suzanne Snyder (VF : Virginie Ogouz) : Brenda
- Philip Bruns (VF : Georges Lycan) : Dr. Mandel
- Thor Van Lingen (VF : Franck Baugin) : Billy Crowley
- Jason Hogan (VF : Danièle Hazan) : Johnny
- Jonathan Terry : Le colonel Horace Glover
- Sally Smythe : Mildred Crowley
- Don Maxwell : George Crowley
- Mitch Pileggi : Sarge

## Distinctions

### Nominations
- Saturn Awards
  - Meilleure musique pour J. Peter Robinson

- Young Artist Awards
  - Meilleur jeune acteur dans un film d'horreur pour Michael Kenworthy
  - Choix des adolescents pour le meilleur film d'horreur

## Commentaire
Le film a eu un succès commercial modéré avec un peu plus de 9,2 millions de $ de recettes. Même si l'humour est présent tout au long du film, il est plus potache que dans le premier opus de la franchise. Ainsi, pour de nombreux fans de cette franchise, ce film a eu un impact moindre que le premier opus, certains d'entre eux lui préférant même le troisième opus.

## Bande originale
Éditée par Island Records en 1988.
1. "Space Hopper" de Julian Cope
2. "High Priest of Love" de Zodiac Mindwarp and the Love Reaction
3. "I'm the Man (Def Uncensored version)" de Anthrax
4. "Big Band B-Boy" de Mantronix
5. "Monster Mash" de The Big O
6. "Alone in the Night" de Leatherwolf
7. "A.D.I./Horror of It All" de Anthrax
8. "Flesh to Flesh" de Joe Lamont
9. "The Dead Return" de J. Peter Robinson

## Autour du film
Tout comme dans les autres films de la série, l'armée et les représentants de l'état apparaissent comme des structures idiotes : le fait de tirer sans semonce sur le pont et sans savoir qui ils sont, les trois militaires qui abandonnent leur collègue blessé avec la jeep.
Le médecin, alcoolique et irresponsable. Même à la fin, l'armée arrive (on ne sait d’ailleurs pas pourquoi) après la bataille, et personne ne vient ni ne pose de question aux quatre survivants.
Déjà présents dans le premier opus, on retrouve James Karen et de Thom Matthews, dans d'autres rôles, mais toujours acolytes et finalement, ayant quasiment la même destinée dans les deux films. On peut également noter la présence de Jonathan Terry, présent lui aussi dans le premier opus, excepté que lui conserve son rôle, le colonel Glover.
Les autres films de la série Retour des morts-vivants sont :
- Le Retour des morts-vivants (Return of the Living Dead) réalisé par Dan O'Bannon en 1985.
- Le Retour des morts-vivants 3 (Return of the Living Dead 3) réalisé par Brian Yuzna en 1993.
- Le Retour des morts-vivants 4 (Return of the Living Dead 4: Necropolis (en)) réalisé par Ellory Elkayem.
- Le Retour des morts-vivants 5 (Return of the Living Dead 5: Rave to the Grave (en)) réalisé par Ellory Elkayem.

## Édition DVD
Le DVD original du film fut édité en 2004, mais avec une bande-son sérieusement remaniée. L'unique façon de visionner le film avec la bande-son originale est de le regarder en version française.
L'actrice Marsha Dietlein (en) fut interrogée en août 2012 sur le fait de savoir si une édition spéciale du film allait sortir en DVD, elle a répondu qu'elle espérait qu'une rétrospective sur le film se fasse, mais qu'elle n'avait rien entendu à ce sujet.